# Das Zeichen 4
Das Zeichen 4 ist einer der fünf Fernsehfilme, die im Rahmen der Fernsehserie Sherlock Holmes mit Jeremy Brett als Sherlock Holmes produziert wurden.
Es handelt sich um eine Verfilmung des Romans Das Zeichen der Vier von Sir Arthur Conan Doyle, die von Regisseur Peter Hammond gedreht wurde. John Hawkesworth schrieb das Drehbuch. In den Hauptrollen agierten Jeremy Brett, Edward Hardwicke und Jenny Seagrove.
Es ist der erste von fünf Langfilmen der TV-Serie. Ein Jahr später folgte eine Verfilmung von Der Hund von Baskerville.

## Handlung
Siehe den Artikel zum Roman Das Zeichen der Vier für Einzelheiten.
Miss Mary Morstan bittet um den Rat von Sherlock Holmes. Seit Jahren bekommt sie von einem anonymen Absender wertvolle, weiße Perlen geschickt. Nun wird sie in einem Brief um ein Treffen gebeten. Holmes und Dr. Watson begleiten sie dorthin. Der Gastgeber, Thaddeus Sholto, sagt ihr, dass ihr großes Unrecht widerfahren sei und sie Anspruch auf einen Schatz habe, den man gestern gefunden habe. Bedauerlicherweise stellt sich Sholtos Bruder Bartholomew dagegen. Als dieser ermordet aufgefunden wird, wittert Holmes einen interessanten und komplexen Fall.

## Unterschiede zur Romanvorlage
Der Film hält sich recht streng an die Romanvorlage Conan Doyles. Es wurde lediglich entfernt, dass Watson sich in Miss Morstan verliebt und sie sich am Ende sogar verloben.

Die Namen der Verbündeten von Jonathan Small in Indien tragen andere Namen als in der Vorlage.  

## Entstehung
Granada Television produzierte diesen Film als Beitrag zum 100. Geburtstag von Sherlock Holmes. 1887 war der erste Roman Eine Studie in Scharlachrot veröffentlicht worden und zu diesem Anlass inszenierte Peter Hammond eine prunkvolle Version des Romans Das Zeichen der Vier, die aufwändiger und kostspieliger als alle anderen Filme der Reihe werden sollte. Als einziger wurde er mit Filmkameras gedreht, die nicht für TV-Produktionen, sondern für Kinofilme verwendet werden. Jeremy Brett nannte diesen Film seinen persönlichen Favoriten aus der Reihe.

## DVD
Der Film erschien 2004 bei Polyband auf DVD, was auch auf die vier anderen Langfilme der Reihe zutrifft.